# Tricholoma urbicum
Tricholoma urbicum sp. nov. Ferrarese & Zaffalon 2008, è un fungo della famiglia delle Tricholomataceae
Il Tricholoma urbicum è stato trovato, per la prima volta, dal presidente del gruppo micologico “Bruno Cetto” di Marghera (VE).

## Etimologia
Tricholoma: dal greco thrìx, trikhós = pelo e lôma = orlo, con l'orlo peloso.
Urbicum: dal latino urbs = città.

## Descrizione della specie

### Cappello
Cappello con diametro tra 30-50 mm, da globoso e pulvinato, poi convesso e piano, senza umbone; ondulato e irregolare; cuticola fibrilloso-lanosa, lacerata, inizialmente bianca poi gialla a macchie; margine irregolare, lacerato e fibrilloso.

### Lamelle
Le lamelle sono leggermente fitte, larghe, sinuate, filo intero o lacerato; da bianche a gialle, talvolta leggermente rosate.

### Gambo
Gambo alto 20-50 mm e largo 6-12 mm. Di colore bianco, liscio, pruinoso verso l'apice.

### Carne
Carne bianco-candida, immutabile, sottile nel cappello, nel gambo compatta. Odore nullo, sapore dolce o leggermente farinoso.

### Microscopia
Spore: 5-6(7) x (4)4,5-5(5,5) µm, lisce, subglobose, monoguttulate.

## Habitat
Nuova specie, di crescita invernale con basse temperature ed eventuale neve, trovata per la prima volta in una piccola area verde presso il centro di Mestre su lettiera di Pinus pinea, vegetazione senza altre piante, se non rari arbusti di Viburnum lantana.

## Commestibilità
Trattandosi di una nuova specie, è ancora in fase di studio, in ogni caso se ne sconsiglia il consumo.